# Lijst van Mariospellen op genre
Hieronder staat de complete lijst van Mariospellen, gerangschikt op genre.

## Platformserie
Deze categorie bevat alle uitgebrachte platformspellen met het spelfiguur Mario als protagonist.

### Mario-serie
- Donkey Kong (arcade)
- Mario Bros. (arcade)
- Super Mario Bros.
- Super Mario Bros.: The Lost Levels (Famicom Disk System, Game Boy Advance, Virtual Console)
- Super Mario Bros. 2 (NES)
- Super Mario Bros. 3 (NES)
- Super Mario Land (Game Boy)
- Super Mario World (SNES)
- Super Mario Land 2: 6 Golden Coins (Game Boy)
- Super Mario World 2: Yoshi's Island (SNES)
- Super Mario 64 (Nintendo 64)
- Super Mario Sunshine (GameCube, Switch)
- New Super Mario Bros. (Nintendo DS)
- Super Mario Galaxy (Wii)
- New Super Mario Bros. Wii (Wii, Switch)
- Super Mario Galaxy 2 (Wii)
- Super Mario 3D Land  (3DS)
- New Super Mario Bros. 2  (3DS)
- New Super Mario Bros. U (Wii U, Switch)
- Super Mario 3D World (Wii U, Switch)
- Super Mario Maker (Wii U)
- Super Mario Odyssey (Switch)
- Super Mario Maker 2 (Switch)
- Bowser's Fury (Switch)

### Spin-offs
Uit de hoofdserie zijn er verscheidene spin-offs ontstaan, met nevenfiguren uit de hoofdserie als protagonist. In deze spin-offs komt Mario ofwel voor als antagonist, ofwel als ontvoerd spelfiguur dat tevens gered dient te worden.
- Donkey Kong Jr. (arcade)
- Luigi's Mansion (Nintendo GameCube, 3DS)
- Super Princess Peach (Nintendo DS)
- Luigi's Mansion 2 (3DS)
- New Super Luigi U (Wii U)

### Overzettingen
Naast de spin-offs werden er ook enkele spellen opnieuw uitgebracht, weliswaar onder een vernieuwde gameplay.
- Super Mario All-Stars (SNES, Wii)
- Super Mario Bros. Deluxe (Game Boy Color)
- Super Mario Advance Serie (Game Boy Advance)
- Super Mario 64 DS (Nintendo DS)
- Luigi Bros (Wii U)
- Super Mario Maker For Nintendo 3DS

(3DS)
- New Super Mario Bros. U Deluxe (Switch)

Super Mario 3D All-Stars
(Switch)

## RPG-serie

### Origineel
- Super Mario RPG: Legend of the Seven Stars (SNES)

### Paper Mario
- Paper Mario (Nintendo 64)
- Paper Mario: The Thousand-Year Door (Nintendo GameCube)
- Super Paper Mario (Wii)
- Paper Mario: Sticker Star (3DS)
- Paper Mario: Color Splash (Wii U)
- Paper Mario: The Origami King (Nintendo Switch)

### Mario & Luigi
- Mario & Luigi: Superstar Saga (Game Boy Advance)
- Mario & Luigi: Partners in Time (Nintendo DS)
- Mario & Luigi: Bowser's Inside Story (Nintendo DS)
- Mario & Luigi: Dream Team Bros (Nintendo 3DS)
- Mario & Luigi: Paper Jam Bros. (Nintendo 3DS)
- Mario & Luigi: Superstar Saga + Bowsers Minions (Nintendo 3DS)

## Mario Party-serie
- Mario Party (Nintendo 64)
- Mario Party 2 (Nintendo 64)
- Mario Party 3 (Nintendo 64)
- Mario Party 4 (Nintendo GameCube)
- Mario Party-e (e-Reader)
- Mario Party 5 (Nintendo GameCube)
- Mario Party 6 (Nintendo GameCube)
- Mario Party Advance (Game Boy Advance)
- Mario Party 7 (Nintendo GameCube)
- Mario Party 8 (Wii)
- Mario Party DS (Nintendo DS)
- Mario Party 9 (Wii)
- Mario Party Island Tour (Nintendo 3DS)
- Mario Party 10 (Wii U)
- Mario Party Star Rush (Nintendo 3DS)
- Mario Party The Top 100 (Nintendo 3DS)
- Super Mario Party (Switch)
- Mario Party Superstars (Switch)
- Super Mario Party Jamboree (Switch)

## Sport-serie

### Mario Kart
- Super Mario Kart (SNES)
- Mario Kart 64 (Nintendo 64)
- Mario Kart: Super Circuit (Game Boy Advance)
- Mario Kart: Double Dash!! (Nintendo GameCube)
- Mario Kart Arcade GP (arcade)
- Mario Kart DS (Nintendo DS)
- Mario Kart Arcade GP 2 (arcade)
- Mario Kart Wii (Wii)
- Mario Kart 7 (Nintendo 3DS)
- Mario Kart 8 (Wii U)
- Mario Kart 8 Deluxe (Switch)

### Mario Golf
- NES Open Tournament Golf (NES)
- Mario Golf (Nintendo 64, Virtual Console)
- Mario Golf (Game Boy Color)
- Mario Golf: Toadstool Tour (Nintendo GameCube)
- Mario Golf: Advance Tour (Game Boy Advance)

### Mario Tennis
- Mario's Tennis (Virtual Boy)
- Mario Tennis (Nintendo 64)
- Mario Tennis (Game Boy Color)
- Mario Power Tennis (Nintendo GameCube)
- Mario Power Tennis (Game Boy Advance)
- New Play Control!: Mario Power Tennis (Wii)
- Mario Tennis Open (3DS)

### Mario Football
- Mario Smash Football (Nintendo GameCube)
- Mario Strikers Charged Football (Wii)

### Mario Baseball
- Mario Superstar Baseball (Nintendo GameCube)
- Mario Super Sluggers (Wii)

### Mario & Sonic op de Olympische Spelen
- Mario & Sonic op de Olympische Spelen (Wii, Nintendo DS)
- Mario & Sonic op de Olympische Winterspelen (Wii, Nintendo DS)
- Mario & Sonic op de Olympische Spelen: Londen 2012 (Wii, Nintendo 3DS)
- Mario & Sonic op de Olympische Winterspelen: Sotsji 2014 (Wii U)
- Mario & Sonic op de Olympische Spelen: Rio 2016 (Wii U, Nintendo 3DS)
- Mario & Sonic op de Olympische Spelen: Tokio 2020 (Switch)

### Andere
- Mario Excite Bike (Satellaview)
- Mario Slam Basketball (Nintendo DS)
- Mario Sports Mix (Wii)

## Puzzel-serie

### Dr. Mario
- Dr. Mario (NES, Game Boy, Game Boy Advance)
- Dr. Mario 64 (Nintendo 64)
- Dr. Mario & Germ Buster (WiiWare)
- A Little Bit of... Dr. Mario (DSiWare)
- Dr. Mario World (iOS/Android)

### Mario vs. Donkey Kong
- Mario vs. Donkey Kong (Game Boy Advance)
- Mario vs. Donkey Kong 2: March of the Minis (Nintendo DS)
- Mario vs. Donkey Kong: Minis March Again! (DSiWare)
- Mario vs. Donkey Kong: Mini-land Mayhem! (Nintendo DS)

### Mario's Picross
- Mario's Picross (Game Boy)
- Mario's Picross 2 (Game Boy)
- Mario's Super Picross (Super Famicom, Virtual Console)

### Hotel Mario
- Hotel Mario (CD-i)

### Wrecking Crew
- Wrecking Crew (NES)
- Wrecking Crew '98 (SNES)

### Andere
- Mario & Wario (Super Famicom)
- Captain Toad: Treasure Tracker (Wii U, 3DS en Switch)

## Overig
- Super Mario Bros. Special (NEC PC-8801)
- Alleyway (Game Boy)
- Mario Paint (SNES)
- Mario Clash (Virtual Boy)
- Mario no Photopi (Nintendo 64)
- Mario Artist (Nintendo 64, 64DD)
- Super Mario Ball (Game Boy Advance)
- Dancing Stage: Mario Mix (Nintendo GameCube)
- Super Mario Run (iOS/Android)

## Educatieve Mariospelen
De volgende educatieve spellen werden gelicenseerd door Nintendo, maar niet ontwikkeld en uitgegeven door Nintendo.
- Super Mario Bros. & Friends: When I Grow Up (pc)
- Mario is Missing! (NES)
- Mario's Time Machine (NES)
- Mario's Early Years: Fun with Numbers (SNES)
- Mario's Early Years: Fun with Letters (NES)
- Mario's Early Years: Preschool Fun (NES)
- Mario Teaches Typing (pc)
- Mario Teaches Typing 2 (pc)
- Mario's FUNdamentals (pc)